# BGLルクセンブルク・オープン
BGLルクセンブルク・オープン（BGL Luxembourg Open）は、毎年10月下旬にルクセンブルクで開催されるWTAテニストーナメントである。サーフェスは屋内ハードコート。大会グレードはインターナショナルに属す。1996年から行われている。タイトルスポンサーはBNPパリバ傘下のBGL BNPパリバ。

## 大会歴代優勝者

### シングルス
| 年                     | 優勝者                       | 準優勝者                         | 決勝結果           |
| ---------------------- | ---------------------------- | -------------------------------- | ------------------ |
| ↓ ティア III ↓         |                              |                                  |                    |
| 1996                   | アンケ・フーバー             | カリナ・ハブスドバ               | 6–3, 6–0           |
| 1997                   | アマンダ・クッツァー         | バルバラ・パウルス               | 6–4, 3–6, 7–5      |
| 1998                   | マリー・ピエルス             | シルビア・ファリナ・エリア       | 6–0, 2–0, 途中棄権 |
| 1999                   | キム・クライシュテルス       | ドミニク・ファン・ルースト       | 6–2, 6–2           |
| 2000                   | ジェニファー・カプリアティ   | マグダレナ・マレーバ             | 4–6, 6–1, 6–4      |
| 2001                   | キム・クライシュテルス       | リサ・レイモンド                 | 6–2, 6–2           |
| 2002                   | キム・クライシュテルス       | マグダレナ・マレーバ             | 6–1, 6–2           |
| 2003                   | キム・クライシュテルス       | チャンダ・ルビン                 | 6–2, 7–5           |
| 2004                   | アリシア・モリク             | ディナラ・サフィナ               | 6–3, 6–4           |
| ↓ ティア II ↓          |                              |                                  |                    |
| 2005                   | キム・クライシュテルス       | アンナ＝レナ・グローネフェルト   | 6–2, 6–4           |
| 2006                   | アリョーナ・ボンダレンコ     | フランチェスカ・スキアボーネ     | 6–3, 6–2           |
| 2007                   | アナ・イバノビッチ           | ダニエラ・ハンチュコバ           | 3–6, 6–4, 6–4      |
| ↓ ティア III ↓         |                              |                                  |                    |
| 2008                   | エレーナ・デメンチェワ       | キャロライン・ウォズニアッキ     | 2–6, 6–4, 7–6(4)   |
| ↓ インターナショナル ↓ |                              |                                  |                    |
| 2009                   | ティメア・バシンスキー       | ザビーネ・リシキ                 | 6–2, 7–5           |
| 2010                   | ロベルタ・ビンチ             | ユリア・ゲルゲス                 | 6–3, 6–4           |
| 2011                   | ビクトリア・アザレンカ       | モニカ・ニクレスク               | 6–2, 6–2           |
| 2012                   | ビーナス・ウィリアムズ       | モニカ・ニクレスク               | 6-2, 6-3           |
| 2013                   | キャロライン・ウォズニアッキ | アニカ・ベック                   | 6–2, 6–2           |
| 2014                   | アニカ・ベック               | バルボラ・ザフラボバ・ストリコバ | 6–2, 6–1           |
| 2015                   | 土居美咲                     | モナ・バルテル                   | 6–4, 6–7(7), 6–0   |
| 2016                   | モニカ・ニクレスク           | ペトラ・クビトバ                 | 6–4, 6–0           |
| 2017                   | カリナ・ビットヘフト         | モニカ・プイグ                   | 6–3, 7–5           |
| 2018                   | ユリア・ゲルゲス             | ベリンダ・ベンチッチ             | 6–4, 7–5           |
| 2019                   | エレナ・オスタペンコ         | ユリア・ゲルゲス                 | 6–4, 6–1           |

### ダブルス
| 年                     | 優勝者                                            | 準優勝者                                                  | 決勝結果               |
| ---------------------- | ------------------------------------------------- | --------------------------------------------------------- | ---------------------- |
| ↓ ティア III ↓         |                                                   |                                                           |                        |
| 1996                   | クリスティ・ボーグルト ナタリー・トージア         | バーバラ・リットナー ドミニク・ファン・ルースト           | 2–6, 6–4, 6–2          |
| 1997                   | ラリサ・ネーランド ヘレナ・スコバ                 | メイケ・バベル ローレンス・クルトワ                       | 6–2, 6–4               |
| 1998                   | エレーナ・リホフツェワ 杉山愛                     | ラリサ・ネーランド エレナ・タタルコワ                     | 6–7, 6–3, 2–0 途中棄権 |
| 1999                   | イリナ・スピールリア カロリネ・ビス               | ティナ・クリザン カタリナ・スレボトニク                   | 6–1, 6-2               |
| 2000                   | アレクサンドラ・フセ ナタリー・トージア           | ルボミラ・バチェバ クリスティナ・トレンス・バレロ         | 6–3, 7-6(0)            |
| 2001                   | エレーナ・ボビナ ダニエラ・ハンチュコバ           | ビアンカ・ラメード パティ・シュナイダー                   | 6–3 6–3                |
| 2002                   | キム・クライシュテルス ヤネッテ・フサロバ         | クベタ・ヘルドリコバ バーバラ・リットナー                 | 4–6, 6–3, 7–5          |
| 2003                   | マリア・シャラポワ タマリネ・タナスガーン         | エレナ・タタルコワ マルレーネ・ワインガルトナー           | 6-1, 6-4               |
| 2004                   | ビルヒニア・ルアノ・パスクアル パオラ・スアレス   | ジル・クレイバス マルレーネ・ワインガルトナー             | 6-1, 6-7, 6-3          |
| ↓ ティア II ↓          |                                                   |                                                           |                        |
| 2005                   | リサ・レイモンド サマンサ・ストーサー             | カーラ・ブラック レネ・スタブス                           | 6–7, 7–5, 6–4          |
| 2006                   | クベタ・ペシュケ フランチェスカ・スキアボーネ     | アンナ＝レナ・グローネフェルト リーゼル・フーバー         | 2-6, 6-4, 6-1          |
| 2007                   | イベタ・ベネソバ ヤネッテ・フサロバ               | ビクトリア・アザレンカ シャハー・ピアー                   | 6–4, 6–2               |
| ↓ ティア III ↓         |                                                   |                                                           |                        |
| 2008                   | ソラナ・チルステア マリナ・エラコビッチ           | ベラ・ドゥシェビナ マリヤ・コリャツェワ                   | 2–6, 6–3, [10–8]       |
| ↓ インターナショナル ↓ |                                                   |                                                           |                        |
| 2009                   | イベタ・ベネソバ バルボラ・ザフラボバ・ストリコバ | ブラディミラ・ウーリロバ レナタ・ボラコバ                 | 1–6, 6–0, [10–7]       |
| 2010                   | ティメア・バシンスキー タチアナ・ガルビン         | イベタ・ベネソバ バルボラ・ザフラボバ・ストリコバ         | 6–4, 6–4               |
| 2011                   | イベタ・ベネソバ バルボラ・ザフラボバ・ストリコバ | ルーシー・ハラデツカ エカテリーナ・マカロワ               | 7–5, 6–3               |
| 2012                   | アンドレア・フラバーチコバ ルーシー・ハラデツカ   | イリーナ＝カメリア・ベグ モニカ・ニクレスク               | 6–3, 6–4               |
| 2013                   | シュテファニー・フォクト ヤニナ・ウィックマイヤー | クリスティナ・バロイス ローラ・ソープ                     | 7–6(2), 6–4            |
| 2014                   | ティメア・バシンスキー クリスティナ・バロイス     | ルーシー・ハラデツカ バルボラ・クレシコバ                 | 3–6, 6–4, [10–4]       |
| 2015                   | モナ・バルテル ラウラ・シグムント                 | アナベル・メディナ・ガリゲス アランチャ・パラ・サントンハ | 6–2, 7–6(2)            |
| 2016                   | キキ・ベルテンス ヨハンナ・ラーション             | モニカ・ニクレスク パトリシア・マリア・ティグ             | 4–6, 7–5, [11–9]       |
| 2017                   | レスレイ・カークホーブ リジア・マロザワ           | ウージニー・ブシャール キルステン・フリプケンス           | 6–7(4), 6–4, [10–6]    |
| 2018                   | アリソン・バン・アイトバンク グリート・ミネン     | マンディ・ミネラ ベラ・ラプコ                             | 7–6(3), 6–2            |
| 2019                   | ケイティ・マクナリー コリ・ガウフ                 | ケイトリン・クリスチャン アレクサ・グアラチ               | 6–2, 6–2               |